# Pieces (w-inds.の曲)
「Pieces」（ピーシーズ）は、w-inds.の11枚目のシングル。2004年3月10日にFLIGHT MASTERから発売された。

## 解説
メンバー出演のブルボン「ブルボンガム」CMソング。Retro G-Styleの同タイトル曲のカバー。後に台湾のユニットF4のジェリー・イェンが「Memory Pieces」というタイトルで北京語カバーしている。
ラップでは龍一と涼平がそれぞれのパートを歌っている。

## 収録曲
1. Pieces [5:40]
作詞: MASAYA IGOR、作曲: MASAYA[1]
2. move your body [3:49]
作詞: H.U.B. LOWARTH、作曲: Ryosuke Nakanishi[1]
3. Pieces （Instrumental）
4. move your body （Instrumental）